# Les Cadavres
Les Cadavres (deutsch: Die Leichen) ist eine französische Punkband. 

## Geschichte
Die Gruppe bildete sich 1979. Sie veröffentlichte in der ersten Hälfte der 1980er Jahre zwei EPs und löste sich dann für zwei Jahre auf. Nach ihrer Wiedervereinigung 1986 dauerte es drei Jahre, bis 1989 mit Existence Saine bei Forbidden Records das Debütalbum erschien. Mitte der 1990er Jahre erfolgte ein weiterer Split, der drei Jahre andauerte. Diese dritte Phase der Aktivität wurde 2009 von einem dritten Split unterbrochen. 2013 folgte der vierte Start.

## Diskografie

### Alben
- 1989: Existence Saine (Forbidden Records)
- 1991: Le Bonheur C'Est Simple Comme Un Coup De Fil... (Houlala)
- 1992: Economise Et Crève Les Cadavres Live (Eigenverlag)
- 1993: L'Art De Mourir (Bondage Productions)
- 1994: Paris Sous La Pluie (Bond Age)
- 1996: Autant En Emporte Le Sang (Bond Age)
- 2010: La Catastrophe N'est Plus A Venir... Elle Est Déjà Là... (Existence Scène)
- 2013: Au Terminus De L'Histoire (Dirty Punk Records, Guerilla Asso, Slow Death)
- 2016: Ornano Dans La Brume (Slow Death, Guerilla Asso)

### Singles und EPs
- 1982: Rien N'a Changé (Split-EP mit Vatican, F.L.V.M.)
- 1984: Le Temps Passe, Le Souvenir Reste (New Wave Records)
- 1987: Aujourd'hui Les Roses, Demain La Mandragore (7", New Wave Records)
- 1988: Les Salauds Vont En Enfer (7", Forbidden Records)
- 2013: Au Terminus De L'Histoire Chapitre 1 (7", Dirty Punk Records)
- 2013: Au Terminus De L'Histoire Volume 2 (7", Guerilla Asso)
- 2013: Au Terminus De L'Histoire Acte 3 (7", Slow Death)